# Zustertaal
Wanneer in de historische taalkunde van zustertalen wordt gesproken, wordt hiermee bedoeld dat een bepaalde taal zich volgens de stamboomtheorie uit dezelfde eerder gesproken taal heeft ontwikkeld als een andere taal. De betreffende talen worden dan zustertalen genoemd. Zustertalen vertonen over het algemeen een grote onderlinge overeenkomst wat betreft de woordenschat en grammatica. Ze vormen altijd een subgroep binnen een grotere familie van verwante talen.
Het Nederlands en Duits zijn voorbeelden van zustertalen. Maar ook het Fries en Engels zijn zustertalen van elkaar.
Ook alle Romaanse talen zijn zustertalen van elkaar.